# 2'-Hidroksidaidzein reduktaza
2'-hidroksidaidzein reduktaza (EC 1.3.1.51, NADPH:2'-hidroksidaidzein oksidoreduktaza, HDR, 2'-hidroksidihidrodaidzein:+ 2'-oksidoreduktaza) je enzim sa sistematskim imenom 2'-hidroksi-2,3-dihidrodaidzein:+ 2'-oksidoreduktaza. Ovaj enzim katalizuje sledeću hemijsku reakciju
2'-hidroksi-2,3-dihidrodaidzein + + {\displaystyle \rightleftharpoons } 2'-hidroksidaidzein + +
U reverznoj reakciji, 2'-hidroksiizoflavon (2'-hidroksidaidzein) se redukuje do izoflavanona. On takođe deluje na 2'-hidroksiformononetin i u maloj meri na 2'-hidroksigenistein. On učestvuje u biosintezi fitoaleksinskih gliceolina. Izoflavoni: biohanin A, daidzein i genestein, kao i flavonoidi: apigenin, kempferol i kvercetin nisu supstrati.

## Literatura
- Nicholas C. Price; Lewis Stevens (1999). Fundamentals of Enzymology: The Cell and Molecular Biology of Catalytic Proteins (Third изд.). USA: Oxford University Press. ISBN 019850229X.
- Eric J. Toone (2006). Advances in Enzymology and Related Areas of Molecular Biology, Protein Evolution (Volume 75 изд.). Wiley-Interscience. ISBN 0471205036.
- Branden C; Tooze J. Introduction to Protein Structure. New York, NY: Garland Publishing. ISBN 0-8153-2305-0.
- Irwin H. Segel. Enzyme Kinetics: Behavior and Analysis of Rapid Equilibrium and Steady-State Enzyme Systems (Book 44 изд.). Wiley Classics Library. ISBN 0471303097.
- William P. Jencks (1987). Catalysis in Chemistry and Enzymology. Dover Publications. ISBN 0486654605.

## Spoljašnje veze
- 2'-hydroxydaidzein+reductase на 